# مسجد الفتح (الزقازيق)

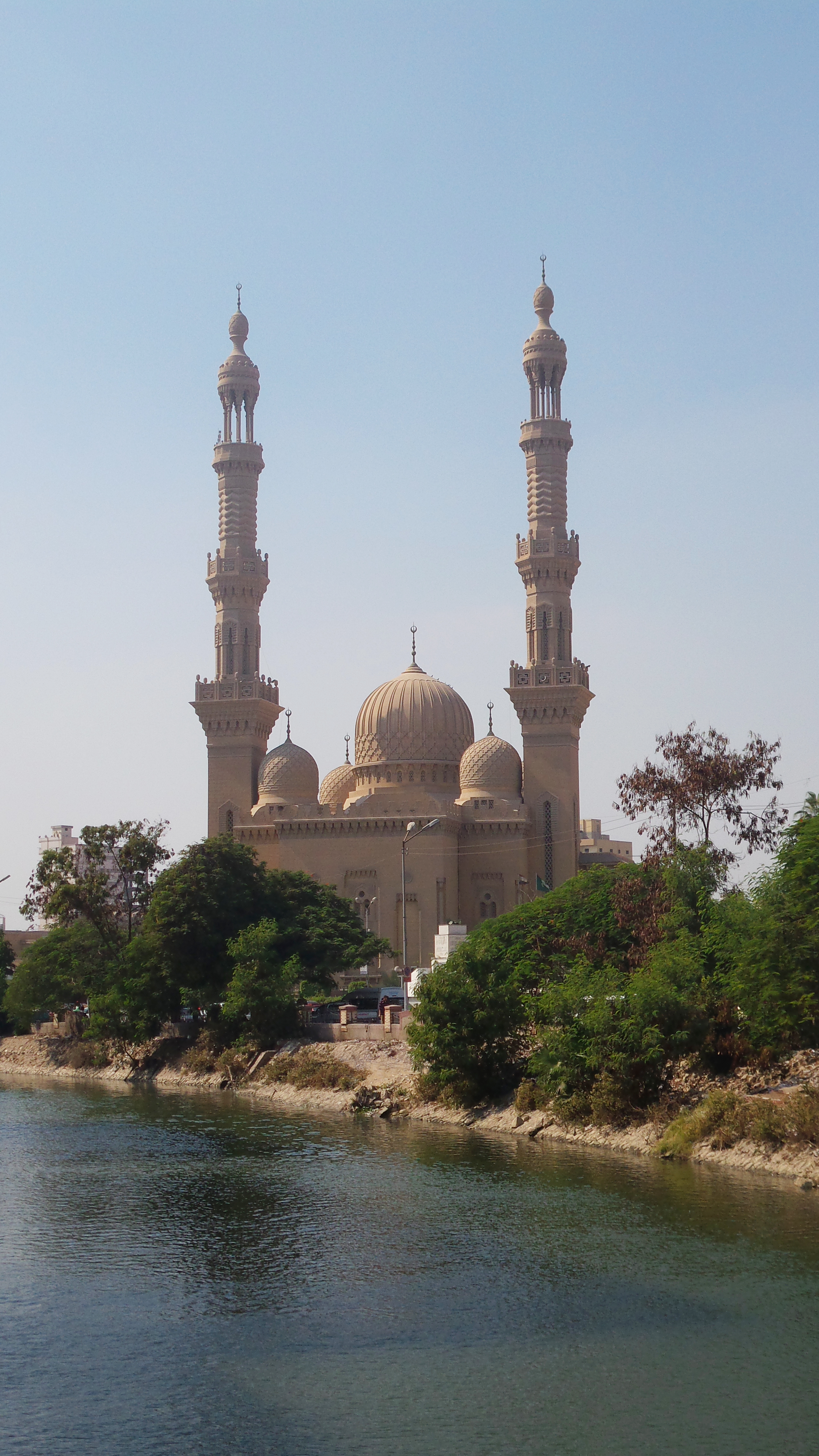
صورة لمسجد الفتح بالزقازيق من على أحد كباري المشاة على بحر مويس

بني مسجد الفتح في عهد الرئيس الراحل أنور السادات وافتتح في عام 1982، بمدينة الزقازيق عاصمة محافظة الشرقية وحضر الافتتاح الشيخ إبراهيم الدسوقى وزير الأوقاف وقتها. وكانت الوزارة بدأت في بنائه منذ 1972، ضمن سلسلة مساجد الفتح بنيت في عدة محافظات في مصر كالدقهلية والقليوبية، على الطراز نفسه، ويضم المسجد مئذنتين من أكبر المآذن ارتفاعاً على مستوى الجمهورية و5 قباب وبُني على الطراز الإسلامي الحديث لكنه يحتاج إلى بعض الترميمات.
المسجد يضم مركزاً ثقافياً ومركزاً لتدريب الدعاة ومركزاً للدعوة الإسلامية ودار مناسبات ومكتبتين، ومساحة صحنه 950 متراً مربعاً بخلاف ملحقاته ويسع نحو 1500 مصل.

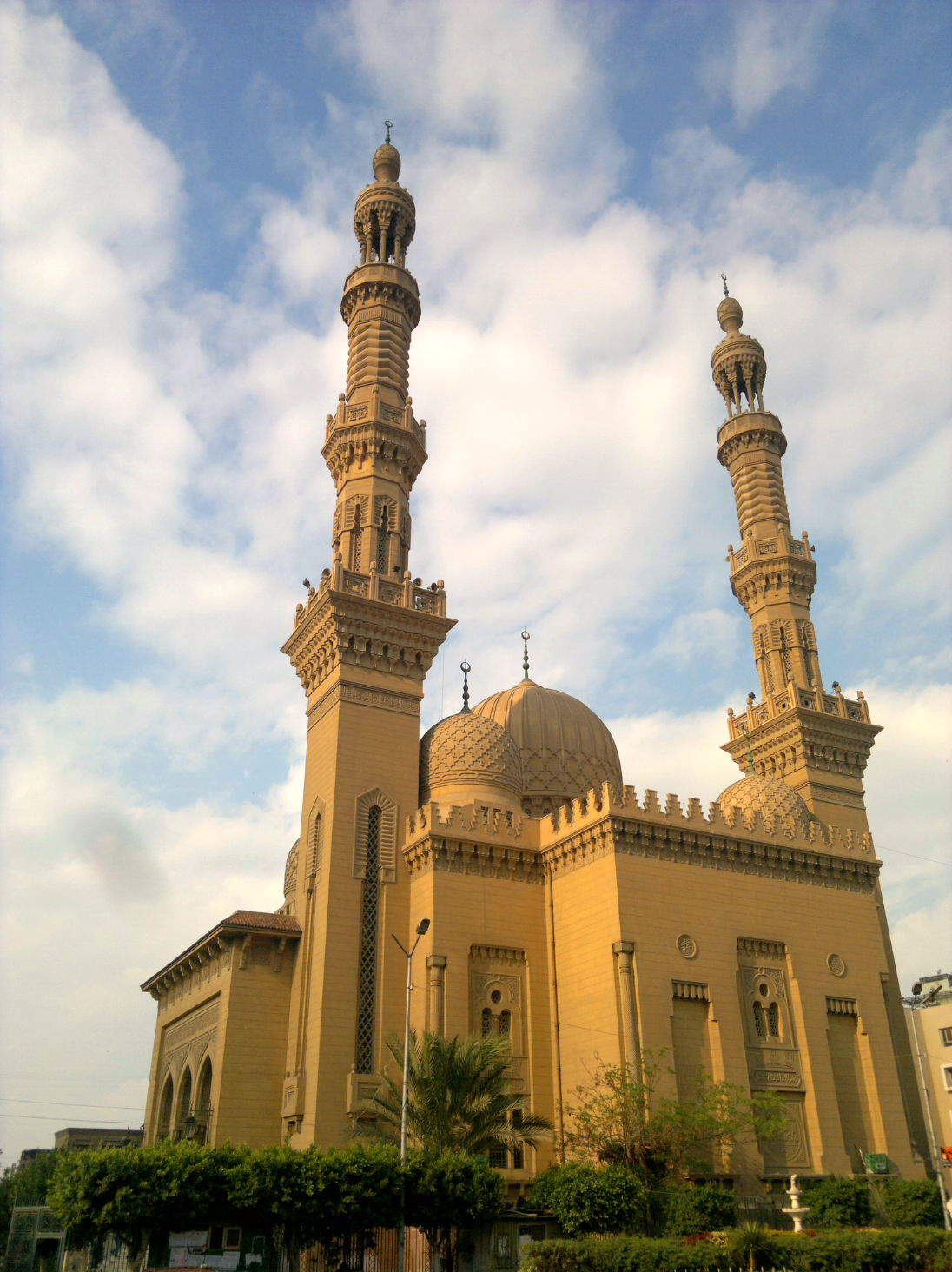
واجهة المسجد
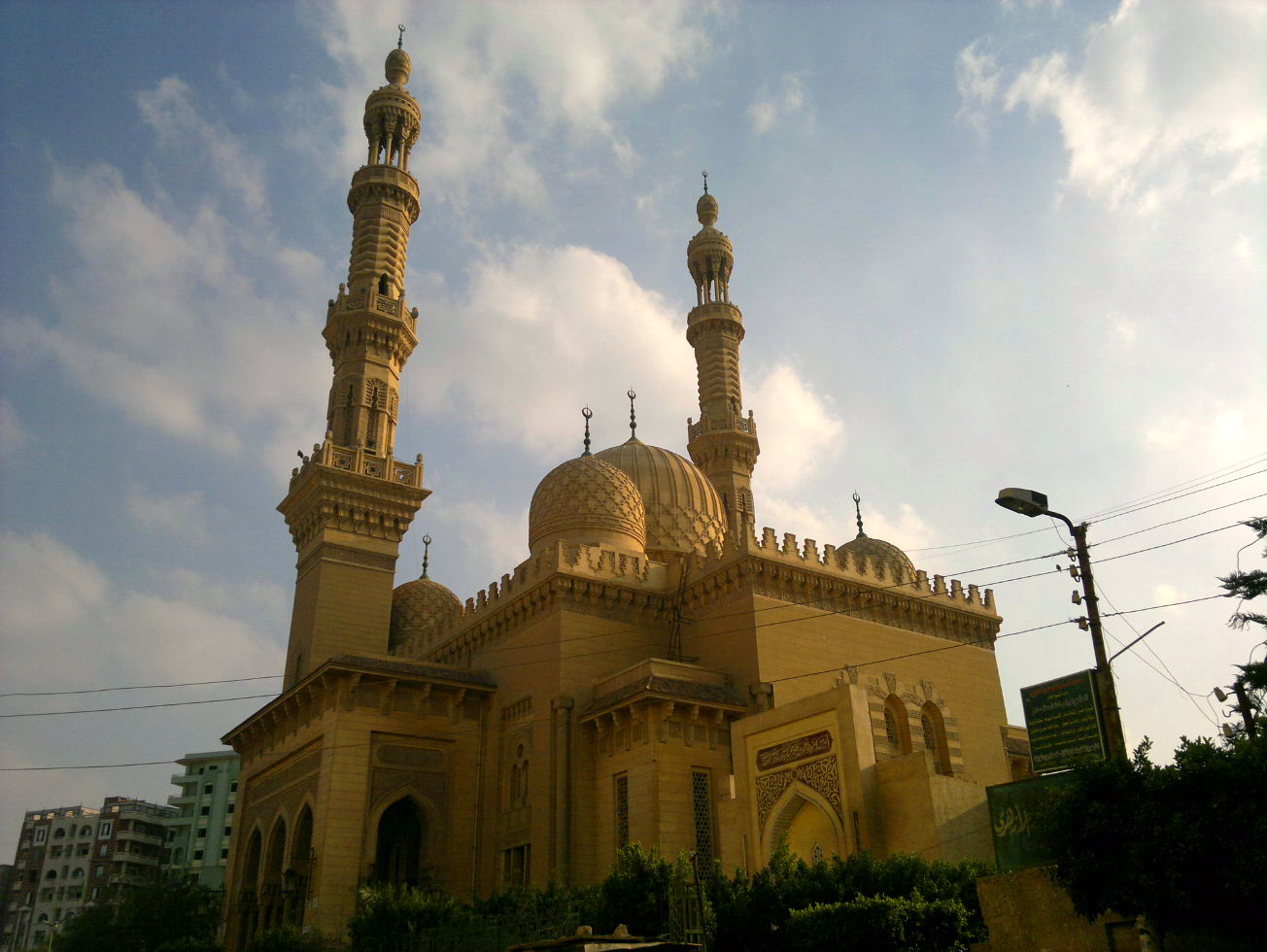
المسجد من الخلف - الصورة ملتقطة من الشارع الفاصل بينه وبين مستشفى المبرة
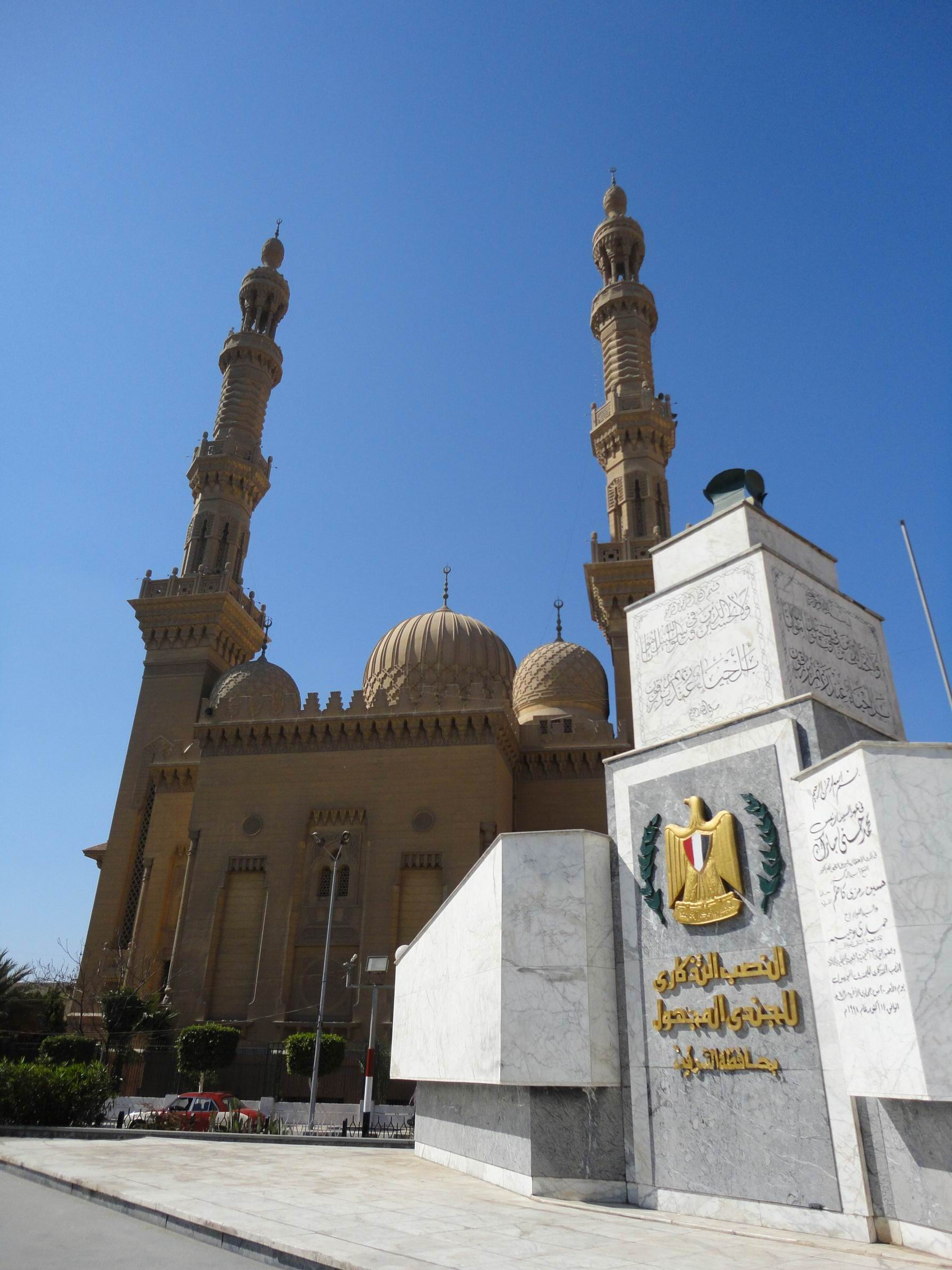
صورة للمسجد من عند النصب التذكاري للجندي المجهول
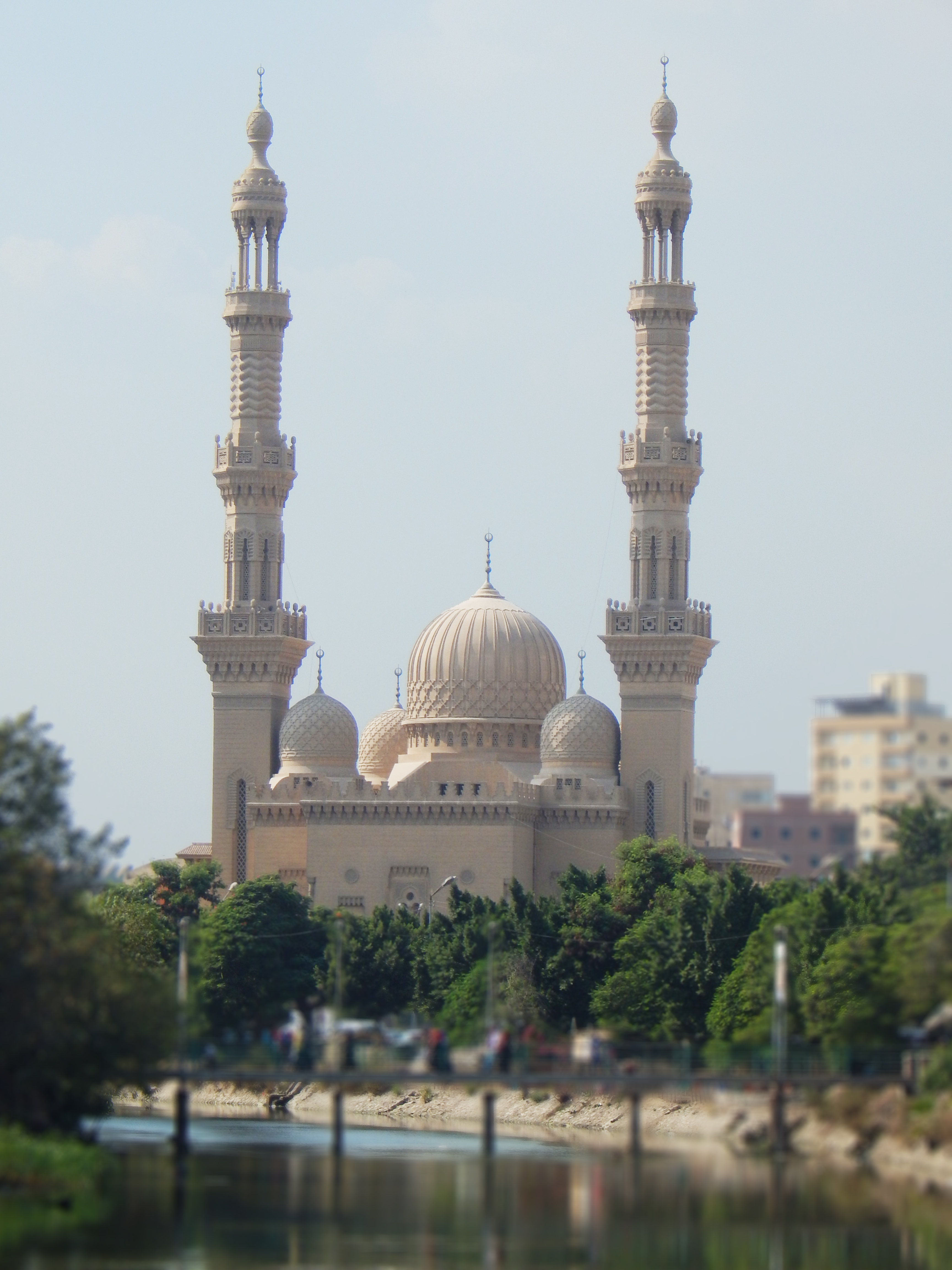
واجهة المسجد - الصورة ملتقطة من على كوبري أحمد عرابي (بعد ضبط إضاءة الصورة وتحسينها)
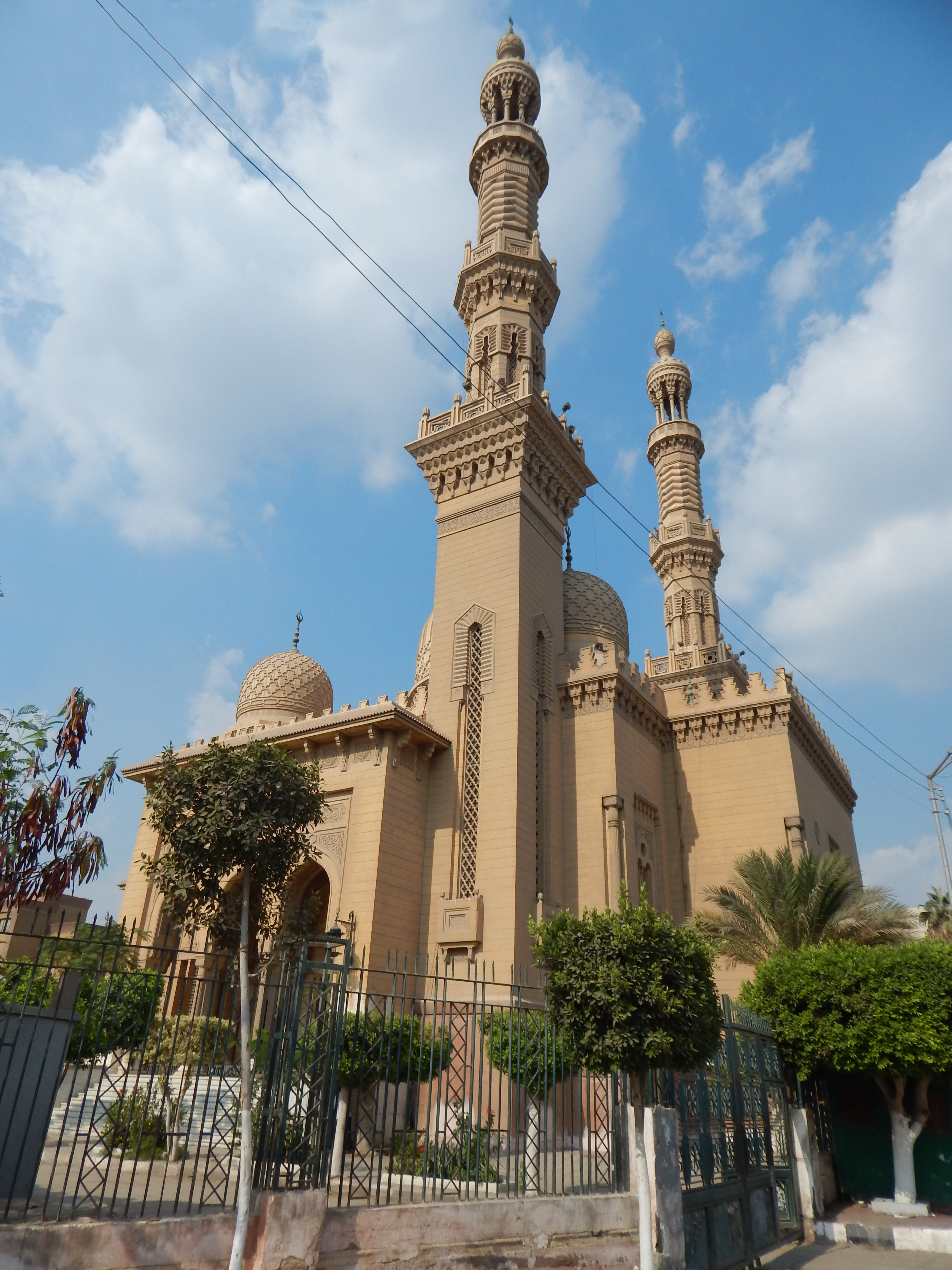
صورة للمسجد من خارج سوره مباشرة (معدلة بإزالة عمود إنارة قريب على اليسار)
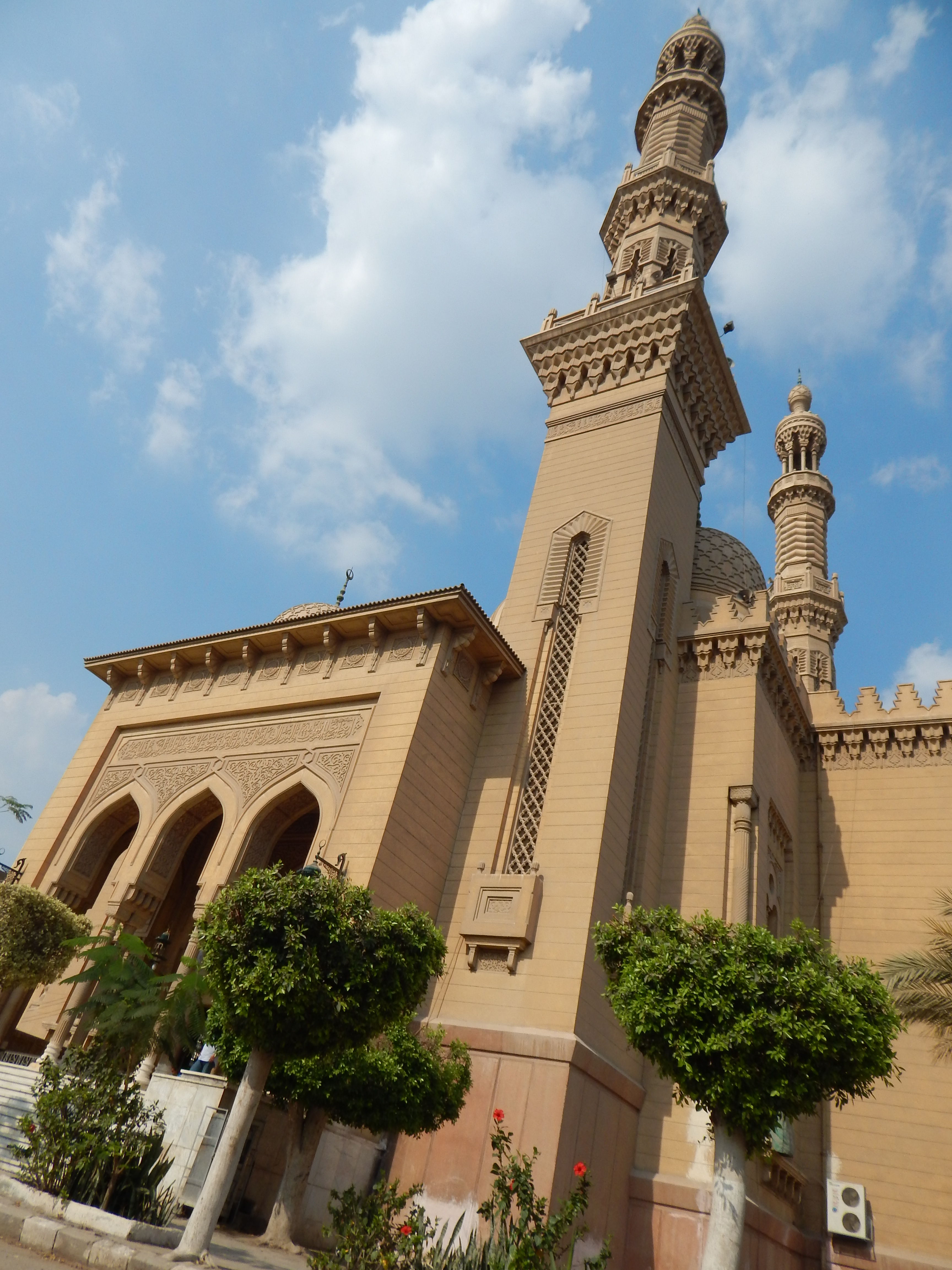
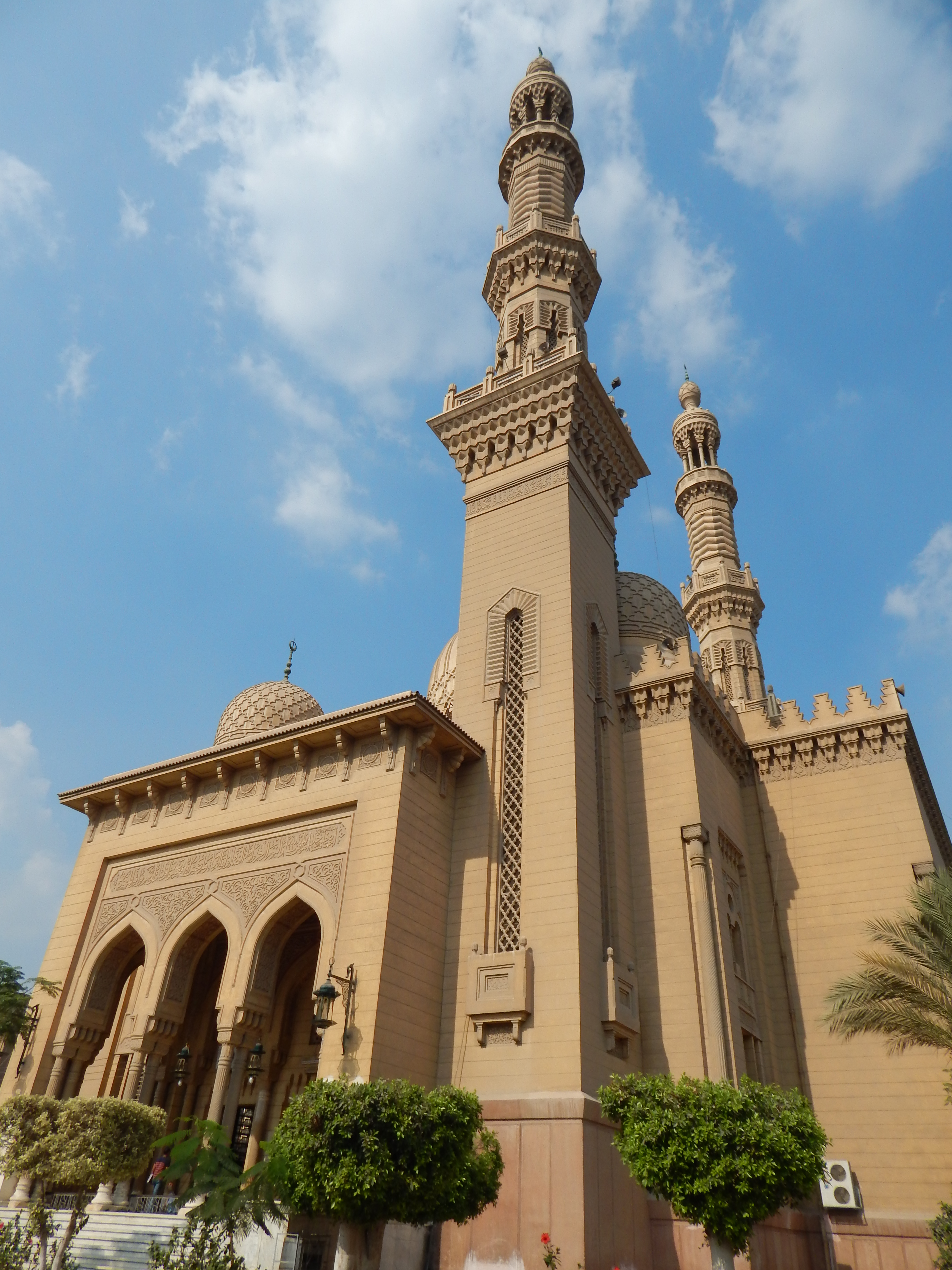
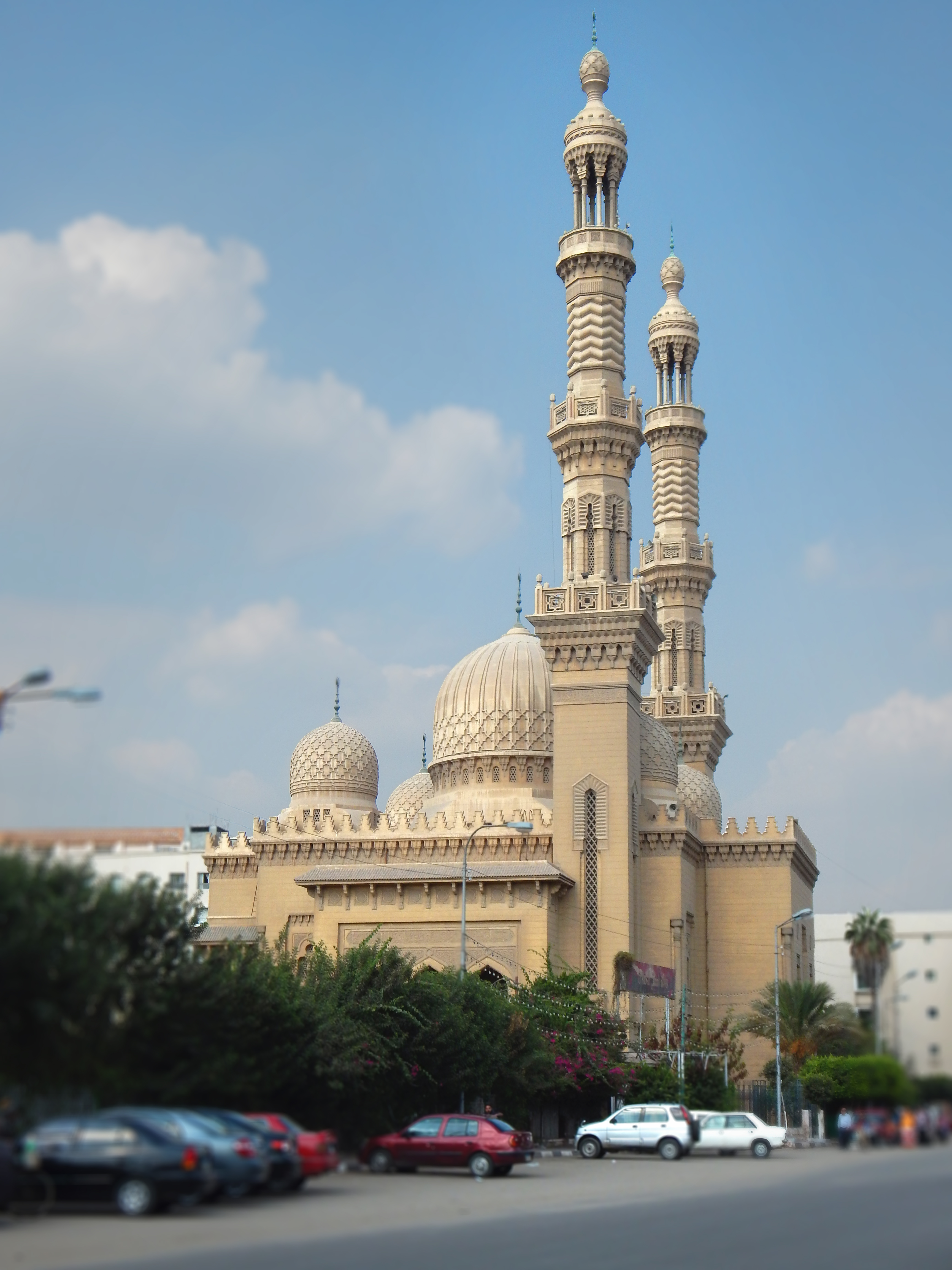
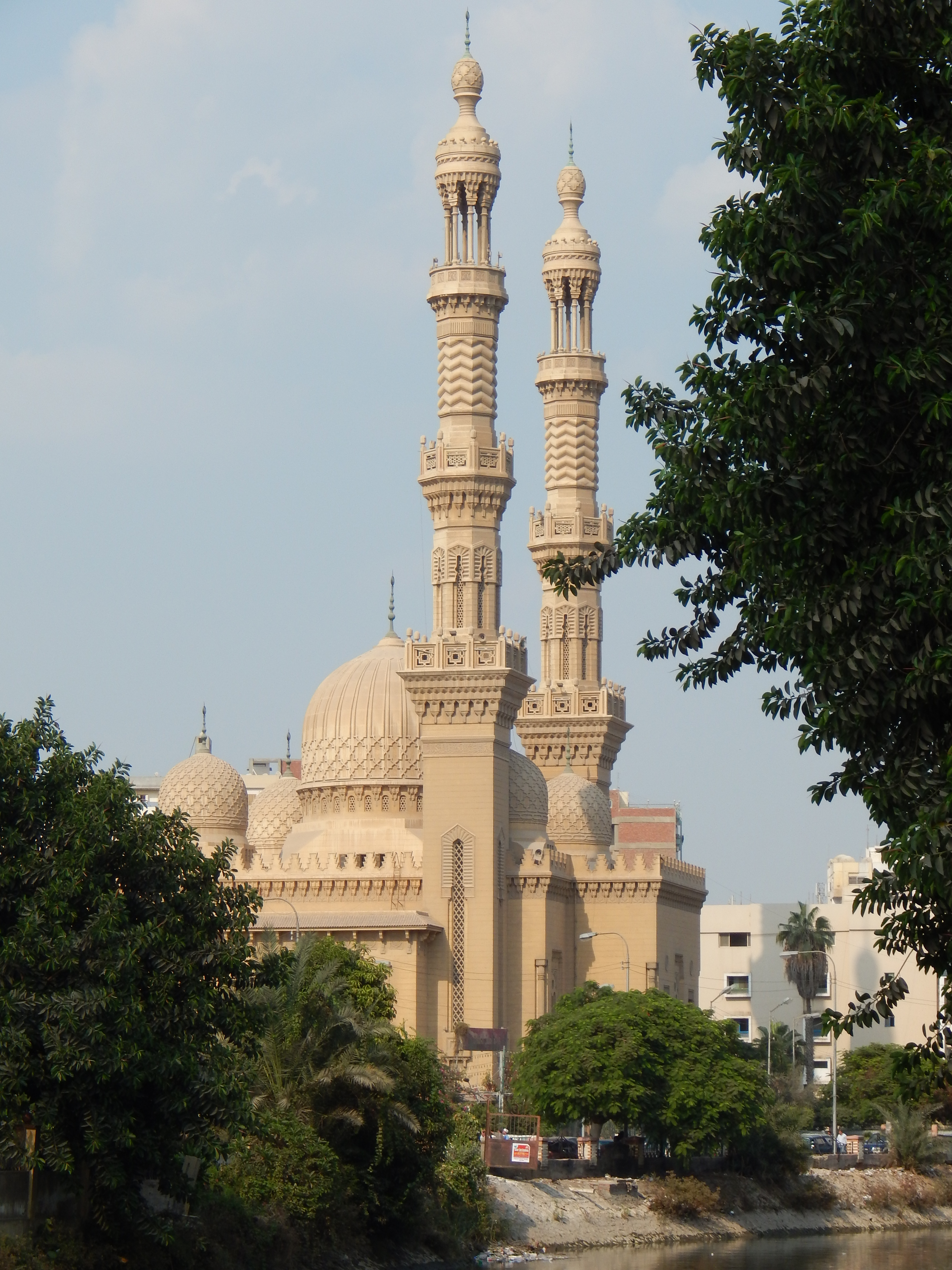
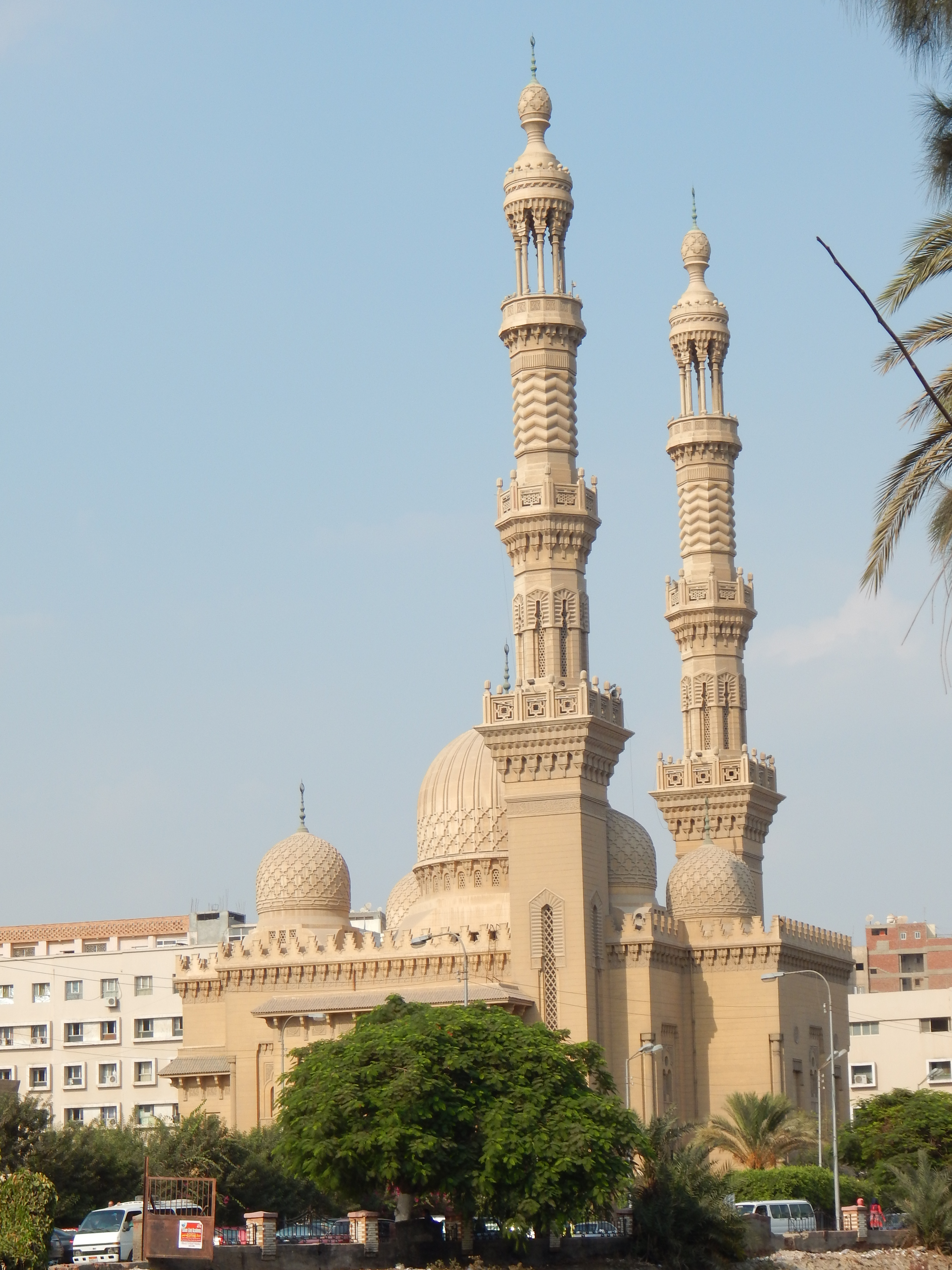
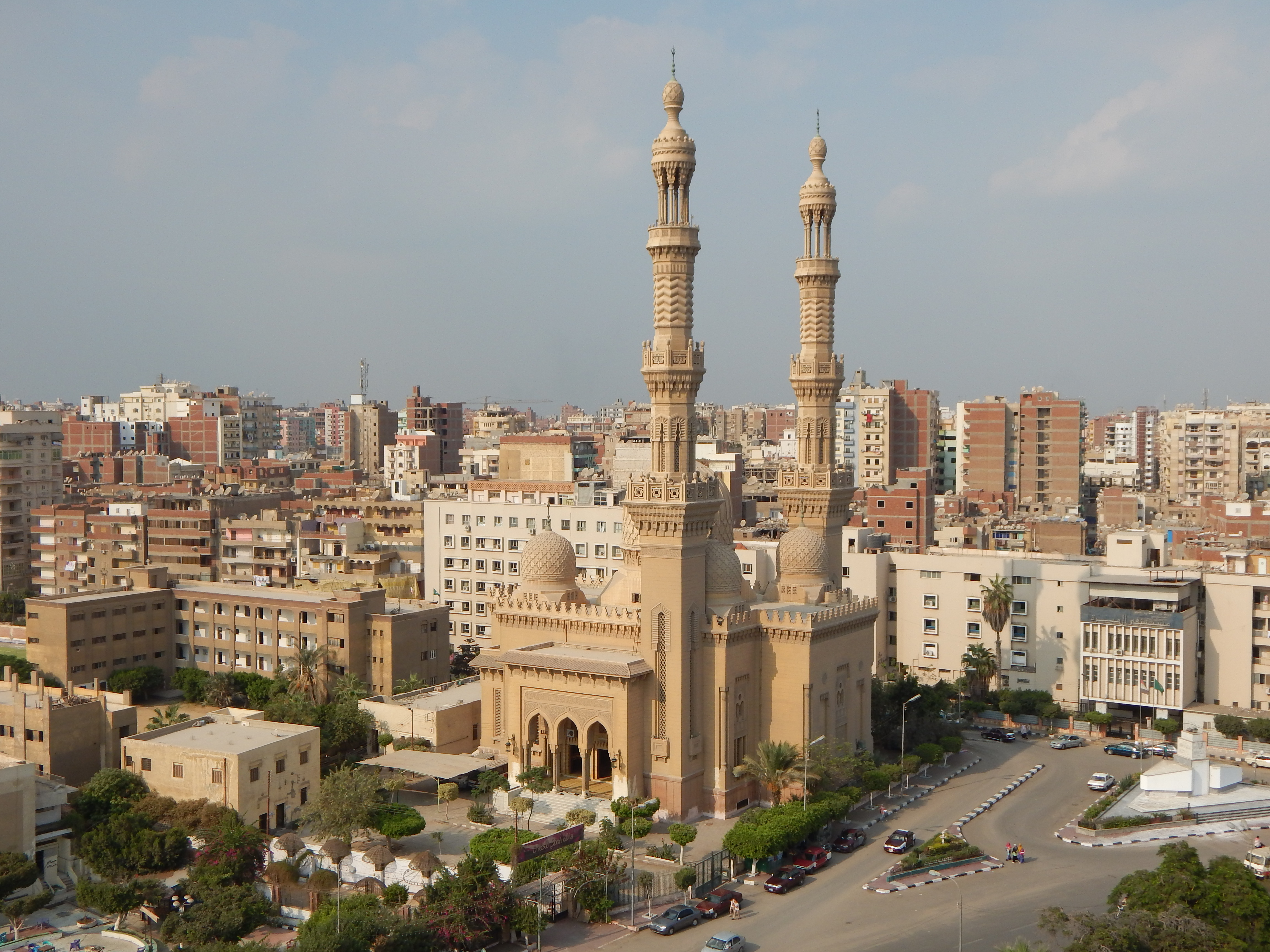
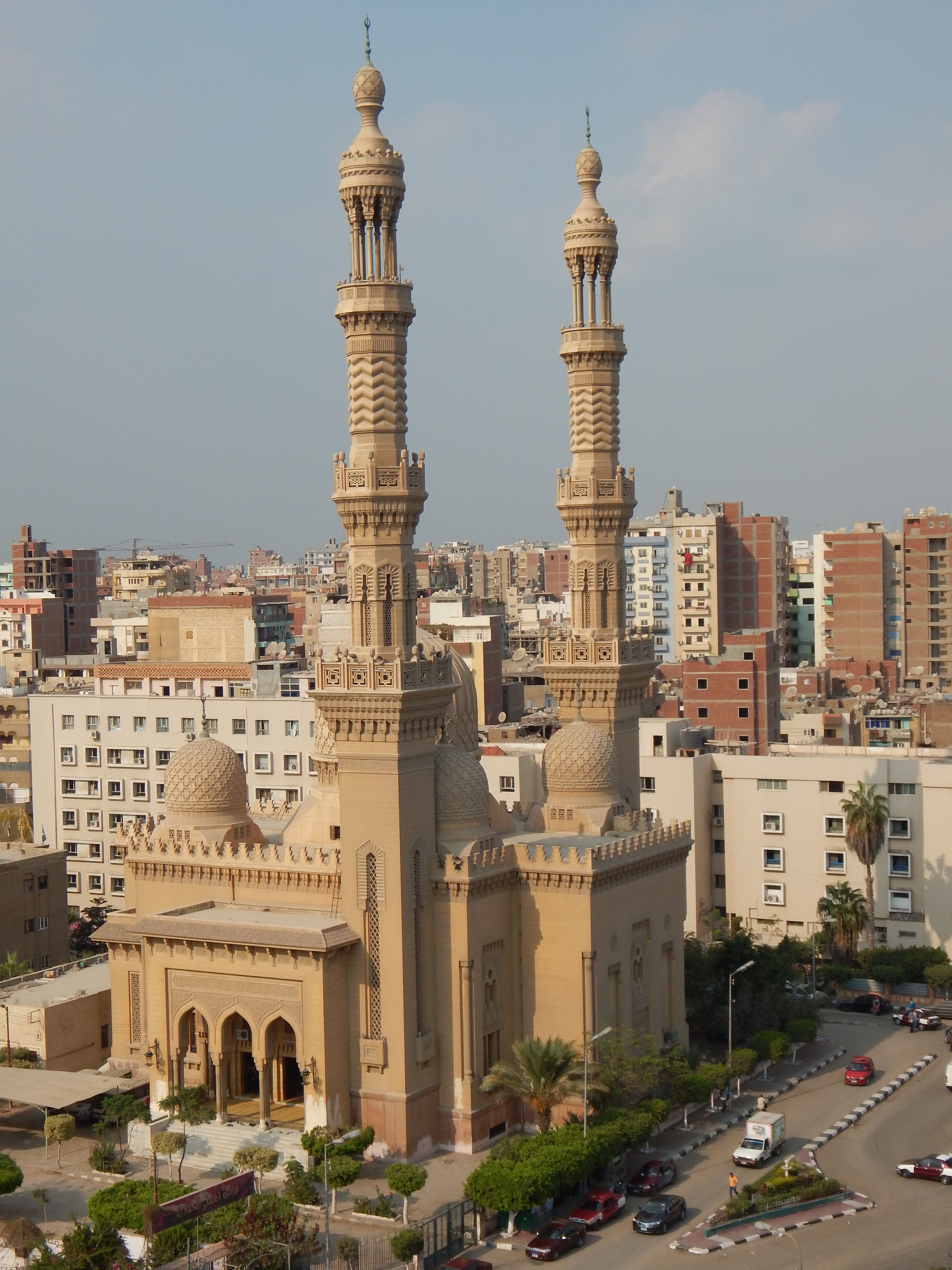